# جيمس إي. هايز
جيمس إي. هايز (بالإنجليزية: James E. Hayes)‏ هو سياسي أمريكي، ولد في 10 أغسطس 1865، وتوفي في 8 فبراير 1898 بسبب التهاب البريتون. انتخب عضو مجلس نواب ماساتشوستس.